# Messe en ré majeur (Smyth)
Pour les articles homonymes, voir Messe en ré majeur.
La Messe en ré majeur est une messe de la compositrice britannique Ethel Smyth, composée en 1893.

## Contexte et création
Ethel Smyth compose sa Messe en ré à la suite d'un renouveau de ses convictions anglicanes, stimulé par la lecture d'un exemplaire de L'Imitation de Jésus-Christ, de Thomas a Kempis, alors qu'elle était malade à Munich la veille de Noël 1889. Le livre appartenait à son amie catholique Pauline Trevelyan, à qui elle a dédié la messe. Elle en a composé une grande partie alors qu'elle était l'invitée de l'impératrice Eugénie à Cap Martin, près de Monaco, pendant l'été 1891. Le manuscrit est à l'heure actuelle perdu, selon la liste des œuvres établie par Jory Bennett.
En octobre 1891, Smyth séjournait avec l'impératrice Eugénie au château de Balmoral lorsque la reine Victoria lui rend visite. Ethel Smyth interprète alors au piano deux mouvements de la messe et la reine l'invite au château où elle donne une autre interprétation plus longue. Alfred, duc d'Édimbourg, demande ensuite à la Royal Choral Society de programmer la première. Elle a lieu le 18 janvier 1893 au Royal Albert Hall, sous la direction de Joseph Barnby. Les solistes étaient Esther Palliser, Belle Cole, Ben Davies et Robert Watkin-Mills.

## Réception
L'accueil à l'Albert Hall fut enthousiaste, tout comme certaines critiques : J. A. Fuller Maitland loue la structure de l'œuvre et la richesse de son orchestration. George Bernard Shaw écrit que la Messe est un signe de l'essor des femmes compositeurs, bien qu'il qualifie l'œuvre de « littérature légère de la musique d'église »,. Smyth est piquée par ce qu'elle considère comme l'attitude condescendante de nombreux critiques à l'égard d'une femme compositrice.

## Reprises
La Messe fut reprise le 7 février 1924 par la Birmingham Festival Choral Society, sous la direction d'Adrian Boult. Son succès incita à organiser une autre représentation le 8 mars 1924 au Queen's Hall de Londres. George Bernard Shaw jugea alors la Messe « magnifique »,. Dans les années qui suivirent, elle fut jouée à plusieurs reprises. En 1934, une représentation de la Messe sous la direction de Thomas Beecham, en présence de la reine Mary, fut le point culminant des Festival Concerts célébrant le 75e anniversaire de la compositrice.